# François-Marie Morvan
François-Marie Morvan CSSp (ur. 11 lutego 1922 w Le Saint, zm. 25 października 1998) – francuski duchowny rzymskokatolicki, duchacz, biskup Kajenny.

## Życiorys
26 czerwca 1949 otrzymał święcenia prezbiteriatu i został kapłanem Zgromadzenia Ducha Świętego pod opieką Niepokalanego Serca Maryi Panny.
1 marca 1973 papież Paweł VI mianował go biskupem Kajenny. 29 czerwca 1973 w bazylice św. Piotra na Watykanie przyjął sakrę biskupią z rąk Pawła VI. Współkonsekratorami byli sekretarz Kongregacji Nadzwyczajnych Spraw Kościelnych abp Agostino Casaroli oraz sekretarz Kongregacji Rozkrzewiania Wiary abp Bernardin Gantin.
W 1998 bp Morvan zrezygnował z kierowania diecezją ze względu na osiągnięcie wieku emerytalnego. Zmarł 25 października tego samego roku.